# Ramsbeckita
La ramsbeckita és un mineral de la classe dels sulfats. S'anomena així per la seva localitat tipus: Ramsbeck, Meschede, Sauerland, Rin del Nord-Westfàlia, Alemanya

## Classificació
Segons la classificació de Nickel-Strunz, la ramsbeckita pertany a «07.D - Sulfats (selenats, etc.) amb anions addicionals, amb H₂O, amb cations de mida mitjana només; plans d'octaedres que comparteixen vores» juntament amb els següents minerals: felsőbanyaïta, langita, posnjakita, wroewolfeïta, spangolita, ktenasita, christelita, campigliaïta, devil·lina, ortoserpierita, serpierita, niedermayrita, edwardsita, carrboydita, glaucocerinita, honessita, hidrohonessita, motukoreaita, mountkeithita, shigaïta, wermlandita, woodwardita, zincaluminita, hidrowoodwardita, zincowoodwardita, natroglaucocerinita, nikischerita, lawsonbauerita, torreyita, mooreïta, namuwita, bechererita, vonbezingita, redgillita, calcoalumita, nickelalumita, kyrgyzstanita, guarinoïta, schulenbergita, theresemagnanita, UM1992-30-SO:CCuHZn i montetrisaïta.

## Característiques
La ramsbeckita és un sulfat de fórmula química (Cu,Zn)15(SO₄)₄(OH)22·6H₂O. Cristal·litza en el sistema monoclínic. La seva duresa a l'escala de Mohs és 3,5.

## Formació i jaciments
S'ha trobat com a producte d'alteració en escombreres de mina. S'ha descrit a Àustria, la República Txeca, França, Alemanya, Hongria, Itàlia, el Japó, Luxemburg, Suïssa, Eslovènia, Romania, el Regne Unit i els EUA.